# 合衆国法律全集
合衆国法律全集（がっしゅうこくほうりつぜんしゅう、英語: United States Statutes at Large）は、アメリカ合衆国議会によって可決された法律と両院共同決議（concurrent resolution）に係る公式の法源である。 議会会期の終わりにスリップ法（"Slip laws"。法令速報）から編纂される、一般的に会期別法律集（"Session laws"）と呼ばれるものの一種である。連邦法の公表の3段階構成、つまりスリップ法（公法 Public Law、私法 Private Law)、会期別法律集、および法典化の3番目の段階である。
合衆国法律全集の発行は1845年に議会の合同決議（joint resolution）により付与された権限の下、民間企業リトル・ブラウン社によって始められた。1874年、議会は合衆国政府印刷局に合衆国法律全集の発行権限を移転し、爾来、作成の責任は印刷局にある。
議会によって制定されたあらゆる公法および私法が、会期別法律集で可決日付順に公表される。 また、1948年までは、上院によって承認されたすべての条約と国際協定も、収録して公表された（現在これらはUnited States Treaties and Other International Agreementsと称する刊行物に収録される。省略形は U.S.T.）。さらに、会期別法律集には独立宣言、連合規約、憲法、憲法の修正条項、インディアンや外国との条約、および大統領布告の文章が含まれる。
今日では、「公法」（Public Law）と呼ばれる議会制定法（Act of Congress）の大半は合衆国法典への修正として起草される。
ひとたび法律として制定されると、その法律は合衆国法律全集で公表され、合衆国法典への追加、変更、または削除となる。一般に、制定文、施行日、およびこれら同様の事項のみを含む公法の条項は法典化されない。私法も一般的には法典化されない。
合衆国法典のある部分は実定法（Positive law）として制定され、他の部分はそのように制定されていない。実定法として制定されていない条項に合衆国法典の文章と会期別法律集の文章との不一致があった場合は、会期別法律集の文章が優越する。